# 王國強 (1946年)
王國強博士，SBS，JP（Dr. Peter WONG Kwok Keung, 1946年8月21日—2023年11月2日），男，祖籍廣東東莞石排鎮，香港政治人物兼註冊專業工程師、金城營造集團主席兼行政總裁、香港廣東社團總會永遠名譽主席。亦為香港工程師學會資深會員，九龍樂善堂常務總理，選舉委員會委員，策略發展委員會社會發展及生活質素委員會委員，九龍城工商業聯會會長，第十屆、十一、十二、十三屆全國政協香港委員。

## 生平
2004年至2011年獲委任為九龍城區議員。
2013年8月，王國強與傳媒人周融、中大政治系前主任鄭赤琰、嶺大公共政策研究中心主任何濼生、創新科技協會創會會長李榮貴、資深金融界人士馮家彬等人組成政治組織「幫港出聲」（ Silent Majority ），反對戴耀廷的佔領中環爭取普選運動。
2023年11月3日在港因病離世，終年77歲。

## 家庭
父親為金城營造集團創辦人王錦輝。
已婚，妻子范繡棣，兩子一女，長子王紹基，次子王紹恆，幼女王沛芝。

## 名下馬匹
王國強、王紹基、王紹恆、王沛芝一家四口是香港賽馬會的會員，名下馬匹包括王國強個人名下的金滿城、金滿載、團體名義的龍城動力、龍城快勝（香港九龍城工商業聯會團體名下）、金志成城、金在手（金城之友團體名下）、王紹恆、王紹基與王沛芝名下的皇金風速。

## 榮譽
- 非官守太平紳士（2005）
- 銀紫荊星章（2008）

## 外部連結
- 金城營造集團 kumshing.com.hk （页面存档备份，存于）

### 訪談/演講錄
- 「蛻變: 苦難輝煌半世紀」主講：王國強，主辦：香港浸會大學發展事務處 2010/11/12